# ردندرة فورتيونية
ردندرة فورتيونية (الاسم العلمي:Rhododendron fortunei) هي نوع من النباتات تتبع جنس الردندرة من الفصيلة الخلنجية.